# Ruth Winch
Ruth Isabel "Joan" Winch (Ryde, 25 de agosto de 1870 - Beaumaris, 9 de janeiro de 1952) foi uma tenista britânica. Medalhista olímpica de bronze em simples, em 1908.